# مرسدس مک‌ناب
مرسدس مک‌ناب (به انگلیسی: Mercedes McNab) (زاده ۱۴ مارس ۱۹۸۰) بازیگر کانادایی است.
از فیلم‌ها و سریال های معروف او می‌توان به آنجل و چهار شگفت‌انگیز اشاره کرد.